# Lena Meyer Bergner
Léna Meyer Bergner (Coburg, 25 de novembre de 1906 - Basilea, 23 de gener de 1981) va ser una dissenyadora i artista alemanya. De 1926 a 1929 va ser estudiant de la Bauhaus, a Dessau, on va formar part del Taller de Tèxtils. Després d'una estada de sis mesos a l'Escola Superior de Tints de Sorau, on va estudiar processos de tintura, el 6 d'octubre de 1930 Bergner va rebre el diploma de la Bauhaus, que va complementar amb un examen professional de teixidora a la ciutat de Glauchau (Saxònia).

## Orígens
Després d'acabar la secundària, inicialment va treballar com a ajudant al Centre d'Educació Rural Haubinda. El semestre d'hivern de 1926/1927 es va matricular a la Bauhaus, al Taller Tèxtil, on va obtenir coneixements pràctics i artístics, i estudià fins al 1929 amb Josef Albers, Wassily Kandinsky, Joost Schmidt. Va assistir als cursos de teoria del color, impartits per Paul Klee, on va adquirir coneixements que tindrien gran influència en les seves activitats i vida professional posteriors. Des del novembre de 1928 fins al març de 1929 també havia assistit a l'Escola de Tint de Sorau i després va dirigir el departament de tint de la Bauhaus a Dessau. Des del 1929 treballà al taller tèxtil sota la direcció de Gunta Stölzl. Juntament amb Stölzl, Anni Albers, Otti Berger i Benita Koch-Otte, esdevingué una de les artistes tèxtils més importants. El 1931 es casà amb l'ex-director de la Bauhaus, Hannes Meyer.
En referència al curs de Klee, Bergner va escriure: la Bauhaus va posar davant de l'alumnat una sèrie de qüestionaments que tenien a veure amb la tècnica i les funcions del teler: “... el filat tèxtil era llavors la tècnica més industrialitzada i de la qual més partit podia treure la Bauhaus”. El cas de Léna Bergner no va ser una excepció a aquests qüestionaments; al llarg de la seva vida va publicar diversos textos en els quals presentava algunes de les preocupacions que havia desenvolupat a la Bauhaus i en altres institucions. Va assenyalar com els treballadors germanoparlantes consideraven que els mitjans d'expressió del dissenyador tèxtil eren les matèries primeres, els colors i els lligaments, amb els quals serien capaços d'il·lustrar temes socials a partir de la vivència intensa dels problemes i successos. Bergner va observar que el disseny tèxtil i la gamma de colors utilitzats en un objecte mostraven l'estat de la indústria química d'un país o la dependència que tenia d'altres països més avançats, perquè “ara i adés la fluctuació de la vida econòmica a certs països prohibeix la utilització de certs materials, apareixen substituts i influeixen en l'estructura dels tèxtils”.

## Vida a l'URSS
El 1931 Bergner va renunciar a la seva feina com a Directora Tècnica i Artística de la Ostpreußischen Handweberei, a Königsburg, per viatjar a Moscou i així unir-se a la Brigada Roja de la Bauhaus liderada per Hannes Meyer i conformada per unes altres vuit persones entre col·legues i alumnes.
Durant els anys 1931-1936 va treballar a Moscou per a la fàbrica de teixits més important del país, "Decorativtkan", amb 650 treballadors i amb una producció anual de 3.500,000 metres de teixits per a mobles, cortines, etc., on va tenir l'oportunitat de col·laborar activament en la creació de més de 40 dissenys.
Els mitjans d'expressió de la dissenyadora van ser la matèria primera, els colors i els lligaments, elements que va utilitzar per il·lustrar temes de la vida social. En els seus treballs soviètics del primer pla quinquennal (1928-1932) on va estar els dos últims anys, s'observa la serietat del color en els seus dissenys, a to amb la severitat del pla governamental; va ser llavors, al 1932, quan va fer un dels seus dissenys més famosos: el metro de Moscou.
Pot notar-se un canvi en els seus dissenys, en passar d'abstraccions geomètriques a esquemes folklòrics, ja que en el segon pla quinquennal (1933-1937) el govern d'Stalin posava èmfasi en la propaganda que tenia a veure amb temes de l'embelliment de la vida socialista i es demanava una decoració amb elements florals i motius del folclor.
El 1936, després d'alguns conflictes ideològics, Bergner i el seu marit prenen la decisió de viatjar a Suïssa, on se'ls va dificultar trobar feina, raó per la qual se centrà en el disseny i producció de catifes nuades, treballant des de casa. No obstant això, a causa de l'ascens del feixisme a Europa, aviat va haver d'abandonar el país i el 1939 es va instal·lar a Mèxic.

## Vida a Mèxic
Des de la seva arribada a Mèxic el 1939, com a professora i artista, Léna demostra els ideals de l'Escola de la Bauhaus. Va crear la identitat visual per a un catàleg i exposició del Comité Administrador del Programa Federal de Construcción d'Escuelas (CAPFCE). El 1945 va fer gràfiques, estadístiques i mapes amb la informació d'una exposició al Palau de Belles Arts de Ciutat de Mèxic).
Va ser comissionada pel govern per al desenvolupament d'un pla amb l'objectiu d'ensenyar tècniques tèxtils als otomís, a la regió d'Ixmiquilpan, però mai es va arribar a fer. Després es va encarregar del disseny de tipografia i imatges en la primera edició de Construyamos Escuelas.
Bergner també va participar en el Taller de Gráfica Popular, on va continuar la feina que li era pròpia, generant il·lustracions i publicacions en suport de la Estampa Mexicana, tot just acabada d'inaugurar.